# 크테시폰

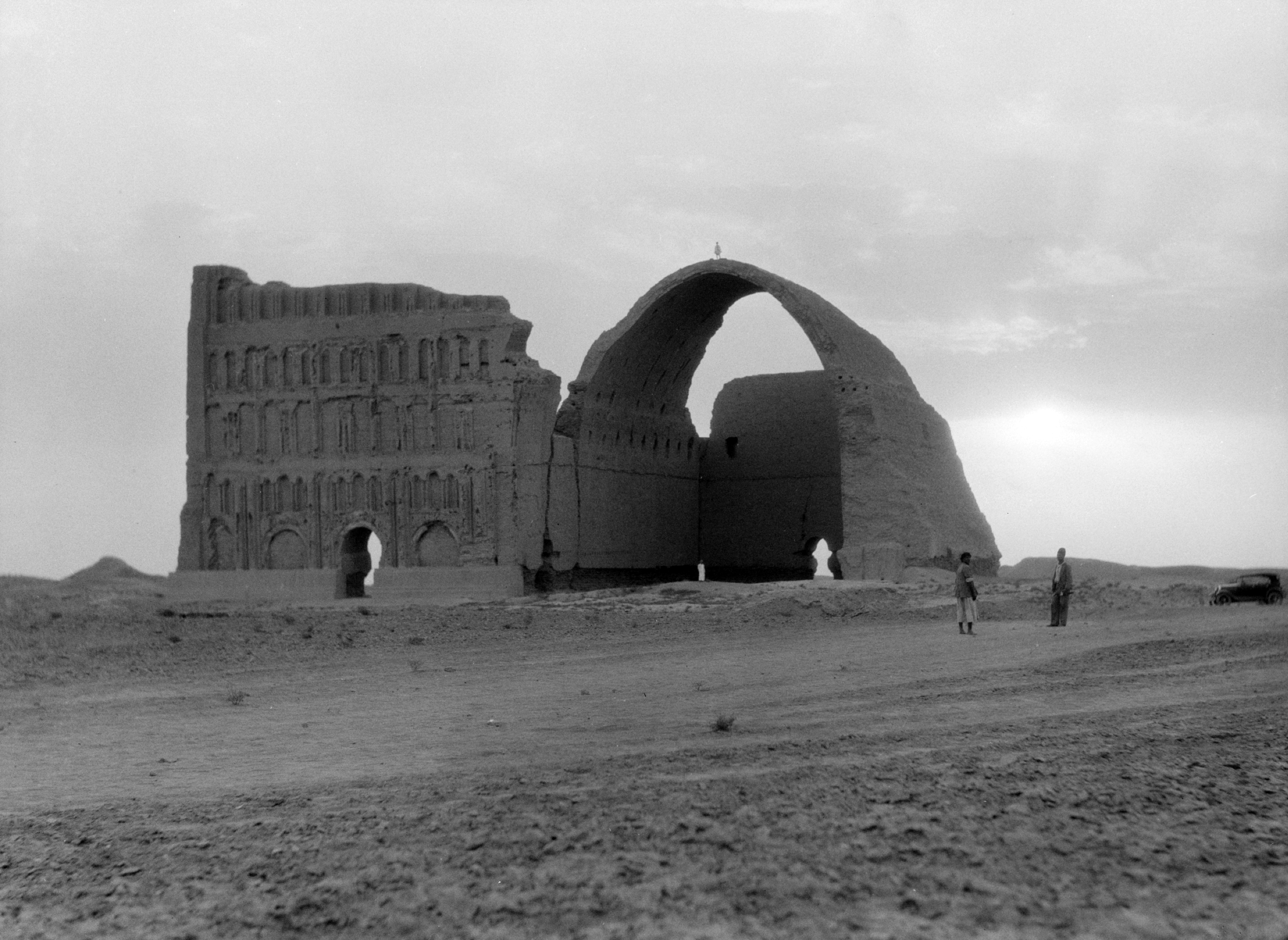
크테시폰, 1932

크테시폰(그리스어 발음: [ktɛːsipʰɔ̂ːn]; 중세 페르시아어: 𐭲𐭩𐭮𐭯𐭥𐭭 티스픈, 페르시아어: تیسفون, 고대 그리스어: Κτησιφῶν, 시리아어: ܩܛܝܣܦܘܢ)은 고대 메소포타미아의 큰 도시들 중의 하나였으며 그리스 도시 셀레우키아에서 강을 건너서 티그리스 강변에 위치하였다.
크테시폰은 아르사케스 왕조와 그의 계승국 사산 제국의 황도였다. 800년 이상을 메소포타미아는 고대 이란지방인 크바바란으로 알려져 있었다. 오늘날 이라크의 크테시폰의 유적은 바그다드의 남쪽 약 35km에 위치한다.
크테시폰은 성서에 카스피아로 알려져있으며 서기 6세기에 세계에서 가장 큰 도시였다.
라틴어 명칭 '크테시폰'은 그리스어 테시폰 또는 에테시폰으로 후의 그리스어 크테시폰에서 나왔다. 사산 제국 시대의 이란 문헌에는 티스푼, 타이사푼, 투스푼 등으로 되어있다.

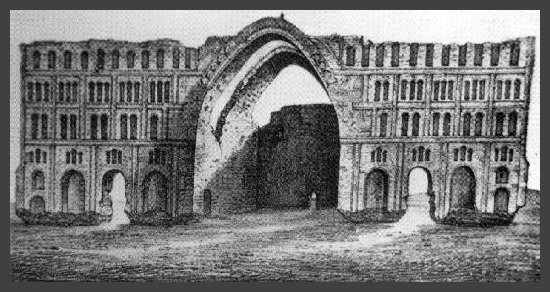
크테시폰 (1824, 하트 대위)

## 같이 보기
- 페르세폴리스